# Staňkov u Třeboně
Staňkov (deutsch Stankau) ist eine Gemeinde in Tschechien. Sie liegt 18 Kilometer südlich von Jindřichův Hradec an der österreichischen Grenze und gehört zum Okres Jindřichův Hradec.

## Geographie

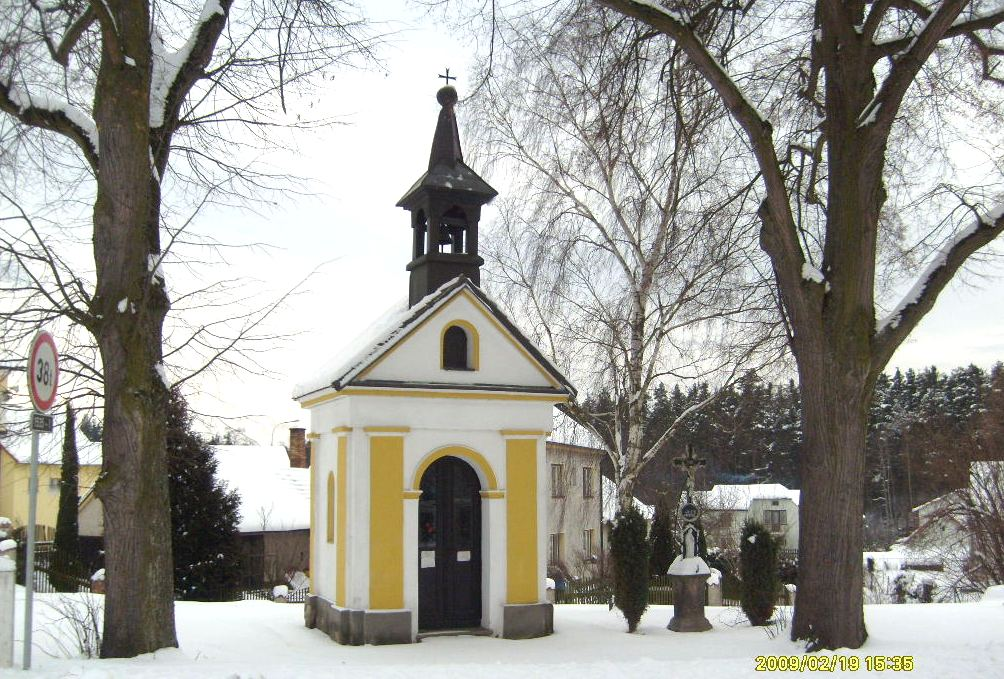
Stankov, Kapelle

Staňkov befindet sich im Südwesten der Javořická vrchovina am Rande des Wittingauer Beckens im Tal des Koštěnický potok. Das Dorf liegt zwischen den Teichen Staňkovský rybník und Hejtman. Südöstlich besteht der Wandergrenzübergang Chlum u Třeboně/Schlag nach Österreich.
Nachbarorte sind Mirochov im Norden, Josefsthal im Osten, Schlag im Südosten, Moštěnice im Süden, Chlum u Třeboně im Südwesten sowie Lutová und Žíteč im Nordwesten.

## Geschichte
Nach der Anlegung des Teiches Soused entstanden in der 2. Hälfte des 16. Jahrhunderts erste Bauernhöfe in dessen Umgebung. Erstmals urkundlich erwähnt wurde das Dorf im Jahre 1654.
Im 20. Jahrhundert entstanden in der Umgebung von Staňkov an beiden Teichen zahlreiche Gasthäuser und Unterkünfte. Durch den Bau des Eisernen Vorhangs wurde diese Entwicklung beendet. Staňkov lag im Sperrgebiet und viele Gebäude wurden abgerissen. Nach einer in Mitte der 1960er Jahre erfolgten Reduzierung der Sperrzone konnte der Ort wieder touristisch erschlossen und ein Zeltplatz angelegt werden. Nach der Samtenen Revolution wurde das gesamte Gebiet wieder zugänglich. Staňkov ist heute ein Erholungsort mit mehreren Campingplätzen.

## Gemeindegliederung
Für die Gemeinde Staňkov sind keine Ortsteile ausgewiesen. Zu Staňkov gehören die Ansiedlungen Amerika, Bajkarna, Jednoty, Moštěnice, Na Chalupách, Na Okrajkách, Pele (Pelle) und Tundr. Grundsiedlungseinheiten sind Moštěnice und Staňkov.

## Sehenswürdigkeiten
- Staňkovský rybník, früher Soused (Stankauer Teich), der 1550 von Mikuláš Ruthard von Malešov angelegte sechs Kilometer lange Teich hat eine Dammhöhe von 14 m und erstreckt sich entlang der Grenze zu Österreich
- Teichwärterhaus